# Hýsteron próteron
Hýsteron próteron (del griego: ὕστερον πρότερον, «postrero primero») es un recurso retórico en el que se enuncia una sucesión de eventos en el orden cronológico inverso. Específicamente, se produce cuando la primera palabra o idea clave de una frase se refiere a algo que sucede temporalmente después de una segunda idea expresada. El objetivo es llamar la atención sobre la idea más importante poniéndola en primer lugar.
El ejemplo típico viene de la Eneida de Virgilio: Moriamur, et in media arma ruamur (Muramos, y carguemos en el fragor de la batalla; ii, 353).
En la obra de Lope de Vega Los hechos de Garcilaso y el moro Tarfe, vv 67-68: «¡Oh dura y desigual naturaleza,/Nacida y engendrada por mi daño!».
Un ejemplo de hýsteron próteron en la vida cotidiana es la referencia  «poner la carreta delante de los bueyes».